# Boopedon
Boopedon is een geslacht van rechtvleugeligen uit de familie veldsprinkhanen (Acrididae). De wetenschappelijke naam van dit geslacht is voor het eerst geldig gepubliceerd in 1870 door Thomas.

## Soorten
Het geslacht Boopedon omvat de volgende soorten:
- Boopedon auriventris McNeill, 1899
- Boopedon dampfi Hebard, 1932
- Boopedon diabolicum Bruner, 1904
- Boopedon empelios Otte, 1979
- Boopedon flaviventris Bruner, 1904
- Boopedon gracile Rehn, 1904
- Boopedon nubilum Say, 1825
- Boopedon rufipes Hebard, 1932